# Katra (Reasi)
Katra is een stad en “notified area” in het district Reasi van het Indiase unieterritorium Jammu en Kasjmir. Nabij de plaats ligt de Vaishno Devitempel.

## Demografie
Volgens de Indiase volkstelling van 2001 wonen er 7.569 mensen in Katra, waarvan 53% mannelijk en 47% vrouwelijk is. De plaats heeft een alfabetiseringsgraad van 70%.

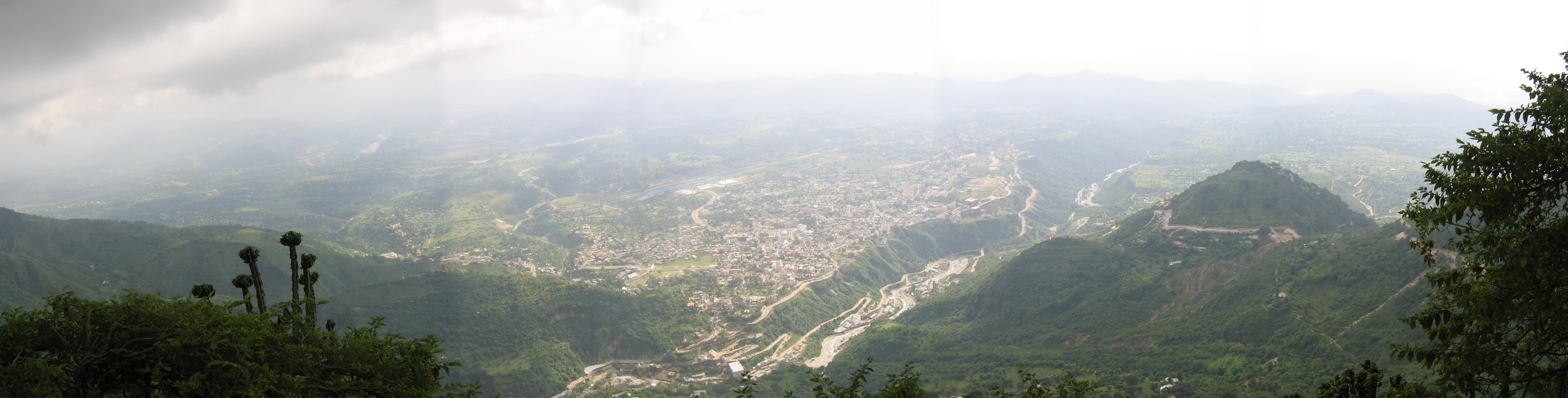
Katra gezien vanuit Vaishno Devi